# Andreas Kramer (Maler)
|  | Dieser Artikel wurde auf der Qualitätssicherungsseite des Projekts Bildende Kunst eingetragen. Die Mitarbeiter der QS-Bildende Kunst arbeiten daran, die Qualität der Artikel aus dem Themengebiet Kunst auf ein besseres Niveau zu bringen. Bitte hilf mit, die Mängel dieses Artikels zu beheben und beteilige Dich an der Diskussion. |

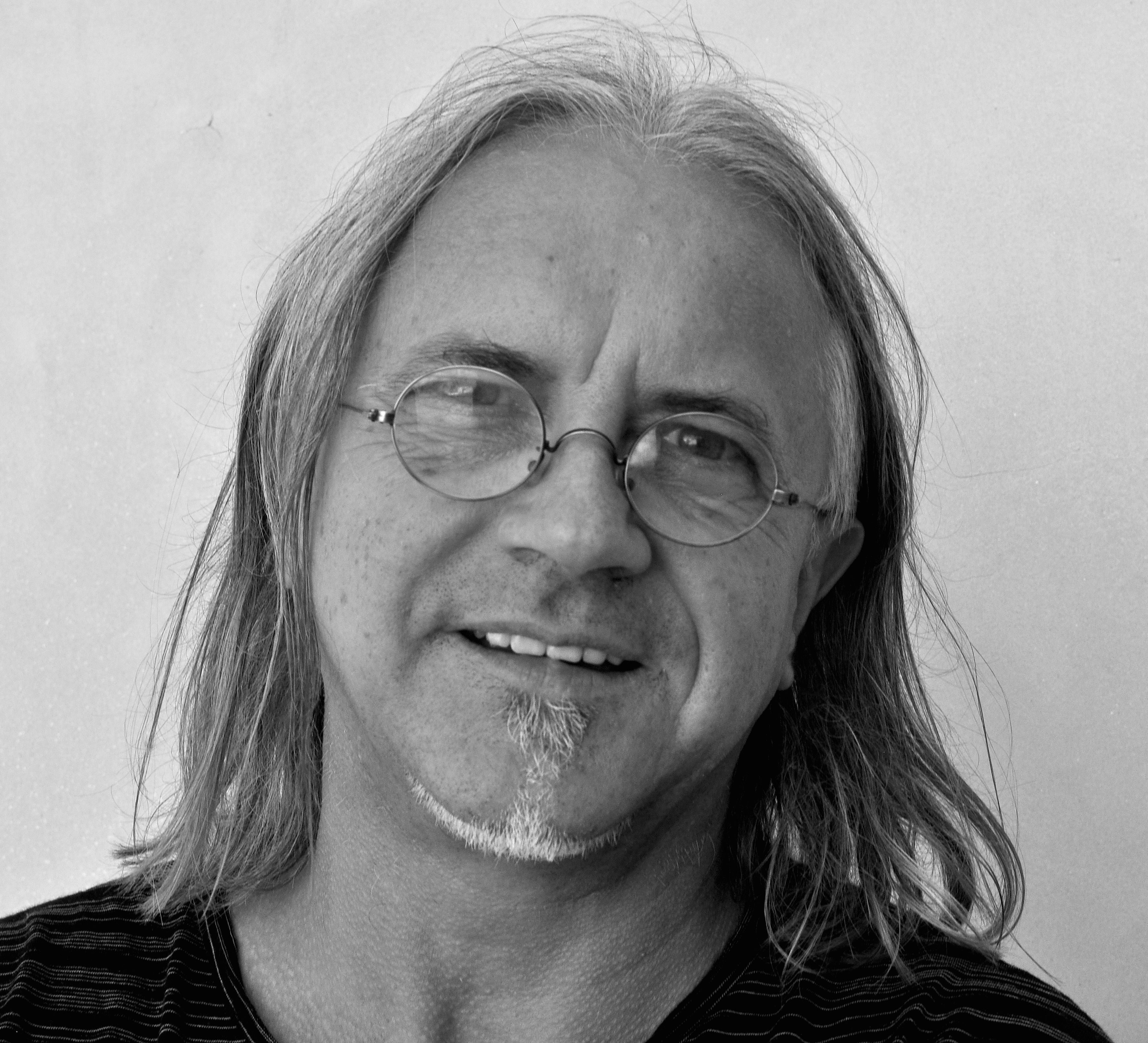
Andreas Kramer

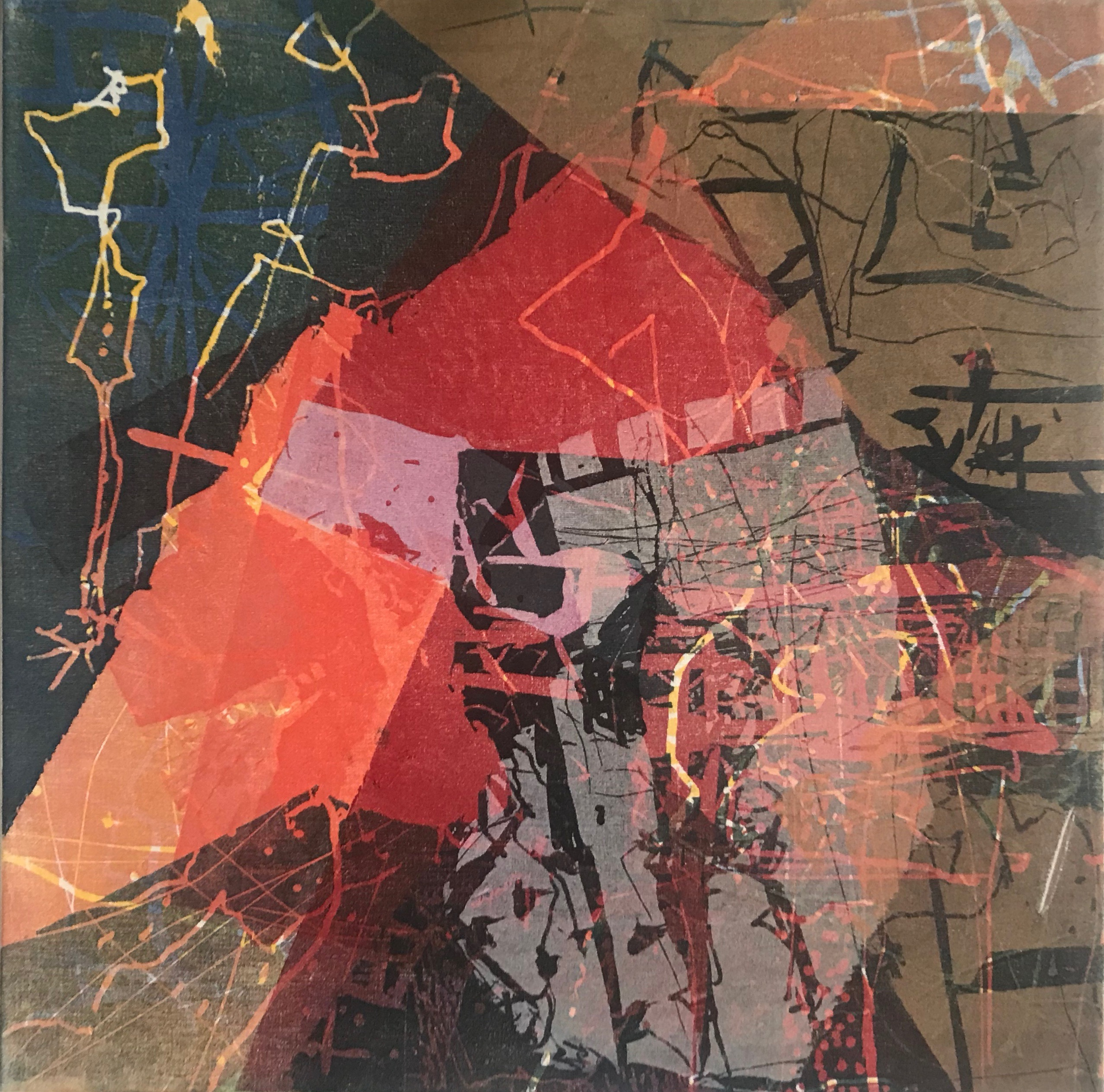
Der Gang der Dinge, Holzschnitt auf Leinwand, 50 × 50 cm, 2020

Andreas Kramer (* 1959 in Katzhütte) ist ein deutscher Maler, Holzschneider, Buchkünstler und Autor.

## Leben
Andreas Kramer stammt aus Thüringen und studierte ab 1984 zunächst industrielle Formgestaltung (Industriedesign) und von 1985 bis 1990 Grafik und Malerei an der Hochschule für industrielle Formgestaltung Halle – Burg Giebichenstein. Nach der Wende bekam er ein Auslands-Stipendium und bildete sich von 1991 bis 1993 an der Accademia di belle arti di Venezia in Malerei fort. In Italien vollzog eine künstlerische Neuorientierung: Während seine Holzschnitte zu DDR-Zeiten streng schwarz-weiß gehalten waren, begann er ab 1991, farbig zu arbeiten. Ab 1993/1994 machte Kramer wieder Holzschnitte, die jetzt häufig differenzierte Farbräume, Übergänge und abgestufte Farben aufweisen. Ab Mitte der 1990er Jahre gab er an einer privaten Kunstschule Sommerkurse und nutzte die Druckwerkstatt der Schule zur Herstellung seiner Werke.
Kramer unterrichtet als Dozent am Centro Internazionale della Grafica in Venedig, an der Universität Osnabrück und an der Thüringischen Sommerakademie in Böhlen. Außerdem arbeitet er als Workshopleiter. Er lebt seit etwa 2010 überwiegend im Veneto.

## Ausstellungen (Auswahl)
- 1995: Malerei und Grafik, Kunstforum, Halberstadt
- 1999: Künstlerbücher, Stadtbibliothek Reutlingen
- 1999: Metamorphosis, works on paper, Centre for Contemporary Art, Wollongong
- 2001: Holzschnitte, Museum Eckernförde
- 2003: Sintesi, Palazzo Albrizzi, Venedig (zusammen mit Peter Gillies)
- 2008: Metamorfosi, Malerei und Grafik, Casa Gaia da Camino, Portobuffolé
- 2014: Xilografia e Libro d’Artista, Atelier 50, Rom
- 2016: Xilogravuras, Museu Casa da Xilogravura, Campos do Jordão, Brasilien
- 2019: Malerei und Holzschnitte, Kunstforum Unterland, Neumarkt/Egna
- 2019: Malerei und Holzschnitte, Kunsthaus Meiningen

## Publikationen
- Wege zur Abstraktion. Frechverlag, Stuttgart 2010, ISBN 978-3-7724-6258-0
- Alles entsteht aus dem Chaos. Centro Internazionale della Grafica, Venedig, 2011
- Tutto parte dal caos. Centro Internazionale della Grafica, Venedig, 2011
- Die Sprache der Formen und Farben. Centro Internationale della Grafica, Venedig 2013, ISBN 978-3-00-043236-1
- Andreas Kramer – Holzschnitt. Centro Internazionale dela Grafica, Venedig, 2014
- Andreas Kramer – woodcuts. Centro Internazionale dela Grafica, Venedig, 2017
- Andreas Kramer: Malerei und Holzschnitt 2011–2016. Verlag Depelmann, Langenhagen 2017, ISBN 978-3-928330-80-0